# Tinagma leucaspis
Tinagma leucaspis är en fjärilsart som beskrevs av Braun 1926. Tinagma leucaspis ingår i släktet Tinagma och familjen skäckmalar. Inga underarter finns listade i Catalogue of Life.